# Cirrospilus argei
Cirrospilus argei är en stekelart som först beskrevs av Crawford 1911.  Cirrospilus argei ingår i släktet Cirrospilus och familjen finglanssteklar. Inga underarter finns listade i Catalogue of Life.